# Wohninvest Holding
Die Wohninvest Holding GmbH ist ein deutsches Immobilienunternehmen mit Sitz in Fellbach bei Stuttgart. Das Unternehmen ist spezialisiert auf den Erwerb, den Verkauf sowie die Vermietung, Entwicklung und Verwaltung von Büro- und Gewerbeimmobilien sowie Hotels. Es ist Muttergesellschaft – unter anderen – der WI Immobilienmanagement GmbH.

## Unternehmen
Die Wohninvest-Gruppe beschäftigt rund 200 Mitarbeiter, der Jahresumsatz liegt bei 380 Millionen Euro (Stand 2021); sie verfügt bundesweit über einen Immobilienbestand im Wert von über 600 Mio. Euro (Stand 2021).
Gegründet wurde das Unternehmen 2005. Es konzentriert sich auf Büroimmobilien in Deutschland und zielt auf Mieteinnahmen sowie auf die Wertsteigerung der bewirtschafteten Immobilien. Laut einem Portal der Kreiszeitung hatte das Unternehmen knapp 90 Mitarbeiter und ihr Geschäftsmodell besteht im Erwerb, der Entwicklung und dem gewinnbringenden Weiterverkauf der Objekte. Lediglich 19 Prozent der im Bestand befindlichen Gebäude sind Wohnimmobilien. Regionales Hauptgeschäftsfeld ist der Süden Deutschlands, jedoch ist das Unternehmen auch im Ruhrgebiet und im Norden aktiv.
Neben den klassischen Geschäftsfeldern im Immobiliensektor ist die Wohninvest-Gruppe in weiteren Bereichen aktiv, zum Beispiel in der Brainhouse 247 Holding AG, einem Anbieter sogenannter Co-Working-Spaces.
Im Jahr 2018 hat die Wohninvest-Gruppe mit Schloss Gracht in Erftstadt die erste Immobilie für Gesundheitsleistungen erworben. In dem denkmalgeschützten Wasserschloss wurde 2019 eine private Akutklinik für Psychiatrie, Psychotherapie, Psychosomatik und Sportpsychiatrie eröffnet. Ein weiterer Standort wurde im Jahr 2022 in Freudental bei Stuttgart in der ehemaligen Sommerresidenz von König Friedrich I. von Württemberg eröffnet. 2023 wurde die Klinik im Schloss Tremsbüttel bei Hamburg eröffnet. Die Wohninvest-Gruppe ist Hauptinvestor der von der Bühler Health Care AG geführten Klinik. Die Unternehmensgruppe ist Eigentümerin weiterer Immobilien in Deutschland, in denen Zentren für Gesundheit und Prävention untergebracht sind.

### Unternehmensführung
Unternehmensgründer Harald Panzer engagierte im Januar 2018 Bernd Fickler, den früheren Vorstandschef der Kreissparkasse Waiblingen als neuen Geschäftsführer seines Unternehmens. Dieser sollte ihn nach 12 Jahren an der Spitze von Wohninvest ablösen und den Börsengang vorbereiten. Fickler war zuvor wegen Untreue-Vorwürfen aus dem Geldinstitut ausgeschieden; zeitweise ermittelte die Deutsche Bankenaufsicht Bafin gegen ihn. Das Verfahren wurde gegen eine Geldzahlung eingestellt. Im Mai 2019 übernahm Panzer wieder die Geschäftsführung von Wohninvest und Fickler wurde freigestellt. Zu den genauen Gründen wurde nichts bekannt. Der geplante Börsengang wurde nicht weiter verfolgt.
Seit 1. Januar 2022 ist Dominik Sikler alleiniger Geschäftsführer der wohninvest-Gruppe. Der Gründer und Hauptgesellschafter Harald Panzer ist zum 31. Dezember 2021 gesundheitsbedingt aus der Geschäftsleitung ausgeschieden. Die erweiterte Geschäftsleitung besteht aus Stefan Höflich (CFO), Riccardo Brutschin (CTO), Moritz Gruber (CLO) und Michele Vulcano (CNO). Es besteht ein Beirat unter dem Vorsitz von Rudolf X. Ruter.

## Sportsponsoring
Wohninvest tritt als Sportsponsor auf. Laut Kreiszeitung versuchte das Unternehmen schon einige Zeit vor 2019 die Fußball-Bundesliga als Werbeplattform für sich zu nutzen. Wohninvest ist Logenmieter beim VfB Stuttgart, bei Eintracht Frankfurt und seit 2018 auch bei Werder Bremen, zudem in der Lanxess-Arena in Köln. Der ehemalige Handballnationalspieler Markus Baur wurde für den Bereich Sportkommunikation verpflichtet.
2019 übernahm Wohninvest die Namensrechte am Bremer Weserstadion vom norddeutschen Versorgungsunternehmen EWE Aktiengesellschaft. Die EWE bezahlte 3 Millionen Euro jährlich von 2007 bis 2018 an die Stadiongesellschaft und verzichtete darauf, das Stadion umzubenennen. Dies entspricht rund 2,5 % des Jahresumsatzes von Werder Bremen. Der Verein Werder Bremen (50 % Anteilseigner am Stadion), der noch Kredite für einen zurückliegenden Stadionumbau abbezahlen muss, entschied sich 2019 die Namensrechte weiterhin für 3 Millionen Euro jährlich 10 Jahre lang an Wohninvest zu verkaufen. Die Namensumbenennung löste große Proteste bei der Bremer Fanszene aus. 600 Menschen demonstrierten mit einem Protestmarsch unter dem Motto „Weserstadion unantastbar“. Auf einem Flugblatt hieß es, Identifikation sei nicht „bloß netter Nebeneffekt des Profifußballgeschäfts, sondern der Grund für dessen wirtschaftlichen Erfolg“. Aufgrund der Insolvenz wurde der Vertrag zum 30. Juni 2024 vorzeitig beendet.
Die Unternehmensgruppe unterstützt den Verein im eSport, Frauenfußball, Tischtennis und Handball. Beim VfB Stuttgart ist das Unternehmen Premium-Partner. Die Unternehmensgruppe war bis zum 7. April 2024 mit dem Tochterunternehmen Brainhouse247 darüber hinaus Haupt- und Trikotsponsor von Hannover 96.
Im Bereich Handball ist die Wohninvest-Gruppe Co-Sponsor des TVB 1898 Stuttgart und der Waiblingen Tigers.
Auch Einzelsportlerinnen und -sportler werden von der Unternehmensgruppe gefördert. Hierzu zählen unter anderen der dreifache Welt- und zweifache Europameister im Ringen, Frank Stäbler, der Paralympics-Goldmedaillengewinner 2016 Niko Kappel (Kugelstoßen), der zweifache Olympia-Silbermedaillengewinner Marcel Nguyen (Kunstturnen), die bei der Turn-WM 2018 drittplatzierte Kunstturnerin Elisabeth Seitz, der „Hero de Janeiro“ Andreas Toba (Kunstturnen, Olympische Spiele in Rio 2016), der zweifache Weltcupsieger im Skicross Daniel Bohnacker und der dreifache Juniorenweltmeister in der Nordischen Kombination, Manuel Faißt.
Seit 2017 organisiert das Unternehmen den jährlichen Wohninvest Fellbach City-Run.

## Kultursponsoring
Vor allem in Fellbach unterstützt die Unternehmensgruppe Kunst- und Kulturprojekte sowie einzelne Künstlerinnen und Künstler. Der KunstWerk Fellbach e.V. (ein gemeinnütziger Verein freischaffender Künstler und Fellbacher Kulturvereine), das Städtische Kulturamt und die Musikschule Fellbach profitierten bereits von finanzieller Unterstützung. Ebenso fördert die Wohninvest-Gruppe die Auseinandersetzung mit Kunst und Kultur in der städtischen Flüchtlingsarbeit.
Während der Coronakrise 2020 spendete das Unternehmen 400.000 Euro für das Künstlersoforthilfeprogramm »Back to Life«, das die Wohninvest-Gruppe mit der Josef Wund Stiftung zusammen auflegte.

## Hochschulsponsoring
Das Unternehmen fördert unter anderem Studienplätze an der European School of Management and Technology ESMT und unterstützt den Studiengang Immobilienwirtschaft an der Hochschule für Wirtschaft und Umwelt Nürtingen-Geislingen (HfWU) finanziell.

## Ausbildung
Seit 2017 betreibt die Unternehmensgruppe die Wohninvest Academy (wi-academy), eine Ausbildungsstätte für Berufe in der Immobilienwirtschaft. In Fellbach bietet das Unternehmen Pflichtpraktika, Werkstudententätigkeiten, Aus- und Weiterbildungen sowie duale Studiengänge an. Die Ausbildungsangebote umfassen: Immobilienkaufmann/-frau, Immobilienassistent/in, Technisch-kaufmännische/r Assistent/in für Gebäudeservice und Bauzeichner/in. Im dualen Studium werden die Studiengänge Betriebswirtschaftslehre mit der Fachrichtung Immobilienwirtschaft (Abschluss Bachelor of Arts), Wirtschaftsingenieurwesen mit der Fachrichtung Facility Management (Abschluss Bachelor of Engineering) sowie Bauingenieurwesen mit der Fachrichtung Projektmanagement (Abschluss Bachelor of Engineering) angeboten. Bei allen Studiengängen ist auch ein Master-Abschluss möglich.

## Insolvenz
Am 24. Mai 2024 wurde bekannt, dass das Unternehmen am selben Tag Insolvenz beim Amtsgericht Stuttgart angemeldet hat.